# Santa Eulalia de Oscos
Santa Eulalia de Oscos is een gemeente in de Spaanse provincie Asturië in de regio Asturië met een oppervlakte van 47,12 km². Santa Eulalia de Oscos telt 469 inwoners (1 januari 2016).

## Demografische ontwikkeling
Bron: INE, 1857-2011: volkstellingen